# 12-й армейский корпус СС
12-й армейский корпус СС (нем. XII. SS-Armeekorps) — оперативно-тактическое объединение войск СС нацистской Германии периода Второй мировой войны. Создан 1 августа 1944 года в Литве, из остатков разгромленного в районе Витебска 53-го армейского корпуса вермахта.
В составе корпуса не было частей или подразделений СС, приставка «СС» в именовании корпуса объясняется только тем, что первым командующим корпуса был назначен не генерал вермахта, а обергруппенфюрер СС.

## Боевой путь корпуса
Штаб корпуса был создан 1 августа 1944 г. в Литве. В сентябре на основе штабных частей 310-й артиллерийской дивизии были созданы штаб корпуса и некоторые корпусные подразделения. В августе — сентябре 1944 года — корпус дислоцировался в Литве в составе группы армий «Центр».
В октябре 1944 — передислоцирован на Западный фронт, в Нидерланды в группу армий «Б», сначала входил в состав 1-й парашютной армии, с ноября — в 5-ю танковую армию, с января 1945 года — в 15-ю армию. Части корпуса неплохо проявили себя в сражении при Арнеме.
В январе 1945 года — корпус отступил на Рейн. 16 апреля 1945 — корпус попал в Рурский котёл и был полностью уничтожен американскими войсками.

## Состав корпуса
Сентябрь 1944:
- 7-я танковая дивизия
- 548-я пехотная дивизия

Март 1945:
- Танковая учебная дивизия
- 59-я пехотная дивизия
- 176-я пехотная дивизия
- 338-я пехотная дивизия
- 183-я народная пехотная дивизия

## Командующие корпусом
- обергруппенфюрер СС и генерал войск СС Маттиас Кляйнхайстеркамп (1 — 6 августа 1944)
- группенфюрер СС и генерал-лейтенант войск СС и полиции Курт фон Готтберг (7 августа — 18 октября 1944)
- обергруппенфюрер СС и генерал войск СС Карл Мария Демельхубер (18 — 20 октября 1944)
- генерал пехоты Гюнтер Блюментритт (20 октября 1944 — 20 января 1945)
- генерал-лейтенант Фриц Байерляйн (20 — 29 января 1945)
- генерал-лейтенант Эдуард Краземан (29 января — 16 апреля 1945)

## Начальник штаба
- полковник Ульрих Ульмс (1 августа 1944 — 16 апреля 1945)